# Gurjewsk (Kemerowo)
Gurjewsk (russisch Гурьевск) ist eine Stadt in der Oblast Kemerowo (Russland) mit 24.817 Einwohnern (Stand 14. Oktober 2010).

## Geographie
Die Stadt liegt im Westen des zentralen Teiles des Kusbass, im Vorland des Salairrückens etwa 200 km südlich der Oblasthauptstadt Kemerowo und 30 km südwestlich von Belowo am Fluss Maly Batschat. Das Klima ist kontinental.
Die Stadt Gurjewsk ist Verwaltungszentrum des gleichnamigen Rajons. Der Stadt sind die Stadt Salair mit 8999 sowie zwei Dörfer mit zusammen 196 Einwohnern untergeordnet, sodass die Gesamteinwohnerzahl der administrativen Einheit „Stadt Gurjewsk“ 34.734 beträgt (Berechnung 2009).
Gurjewsk ist über eine 1926 eröffnete Eisenbahnstrecke (nur Güterverkehr) mit Belowo an der Strecke Jurga – Nowokusnezk sowie mit Salair verbunden.

## Geschichte
Gurjewsk entstand 1815 im Zusammenhang mit dem Bau einer Silberhütte, welche am 15. November 1816 in Betrieb genommen wurde. 1826 wurde das Werk in eine Eisenhütte (Produktion von Gusseisen) umgewandelt, die zunächst bis 1908 in Betrieb war. Benannt wurden Werk und Siedlung nach dem damaligen (1810–1823) russischen Finanzminister Dmitri Gurjew, dem auch der Altai-Bergbaukreis unterstand. Nach dem Russischen Bürgerkrieg nahm das Werk die Produktion wieder auf. 1938 erhielt der Ort Stadtrecht.

### Bevölkerungsentwicklung
| Jahr | Einwohner |
| ---- | --------- |
| 1897 | 1.300     |
| 1939 | 22.939    |
| 1959 | 30.448    |
| 1979 | 25.570    |
| 1989 | 28.152    |
| 2002 | 27.381    |
| 2010 | 24.817    |

Anmerkung: Volkszählungsdaten (1897 gerundet)

## Kultur und Sehenswürdigkeiten
In Gurjewsk gibt es ein Heimatmuseum.

## Wirtschaft
Die Wirtschaft der Stadt wird vom Gurjewsker Metallurgischen Werk (Гурьевский металлургический завод / Gurjewski metallurgitscheski sawod) geprägt.

## Söhne und Töchter der Stadt
- Anna Samochina (1963–2010), Schauspielerin
- Iwan Lomajew (* 1999), Fußballspieler